# Ewald Hering
Karl Ewald Konstantin Hering (Gersdorf, 5 de agosto de 1834 – Leipzig, 26 de janeiro de 1918) foi um fisiologista alemão. Realizou diversas pesquisas sobre visão colorida, percepção binocular e movimento dos olhos.

A ilusão de Hering

Foi eleito membro da Royal Society em 1902.

## Publicações
- The Theory of Binocular Vision [Die Lehre Vom Binocularen Sehen] (1868/1977)
- Spatial Sense and Movements of the Eye [Der Raumsinn und die Bewegungen des Auges] (1879/1942)
- Outlines of a Theory of the Light Sense [Grundzüge der Lehre vom Lichtsinn] (1905/1964)
- Handbuch der Physiologie (1879)
- On Memory and the Specific Energies of the Nervous System (1897)